# Municipio de Ahoskie
El municipio de Ahoskie (en inglés: Ahoskie Township) es un municipio ubicado en el  condado de Hertford en el estado estadounidense de Carolina del Norte. En el año 2000 tenía una población de 8.561 habitantes.

## Geografía
El municipio de Ahoskie se encuentra ubicado en las coordenadas 36°17′29.39″N 76°57′45.99″O / 36.2914972, -76.9627750.